# カスペリウス・アエリアヌス
カスペリウス・アエリアヌス（ラテン語: Casperius Aelianus、13年 - 98年）は、ローマ帝国の軍人。ドミティアヌス帝及びネルウァ帝の下で近衛隊長官を務めた。特にドミティアヌス帝には忠実であったとされる。
ドミティアヌス帝が暗殺され、次いでネルウァ帝が即位すると、アエリアヌスはネルウァによって処罰されなかったドミティアヌス暗殺者の引き渡しを要求し、帝都ローマを包囲した。結果として暗殺者の略取に成功した彼は、ネルウァの皇帝としての権威を失墜させ、ローマ軍から承認された跡継ぎもいなかった彼の権力基盤は崩壊し始めた。この事件から2～3ヵ月後に、ネルウァは自身の後継としてゲルマニア・スペリオル属州総督であったトラヤヌスを指名している。
98年1月にネルウァが自然死すると、ケルンにいたトラヤヌスは皇帝に迎えられたが、しばらくは北アルプスに留まっていた。カッシウス・ディオは、自身の著作『ローマ史』の中で、次のように記述している。「トラヤヌスはアエリアヌスと、ネルウァに反発していたプラエトリアニらを招集した。彼は何らかの目的のために彼らを採用しようとしていたようだが、その後彼らは殺されてしまった（退任させられてしまった）。」（『ローマ史』68.5.4）。
ローマ史での記述は一部解釈が分かれている。上記で示した部分も該当しており、トラヤヌスがアエリアヌスを処刑したとする見方もあれば、官職からの退任を要求したとする見方もある。